# موزه سنگ و کتابخانه تخصصی بقعه شیخ صفی اردبیلی
این موزه شامل تعداد ۲۰۰ قطعه سنگ قبر مربوط به شهدای جنگ چالدران و تعداد اندکی مربوط به افراد شهیر دوره صفویه قرار گرفته است.
در کتابخانه تخصصی دوران صفویه ،بیشتر کتابهای مرتبط با دوره صفویه نگهداری می شود. بیشتر کتابهای نفیس و خطی تاریخی ایران توسط قشون روس در دوره قاجار از این کتابخانه به روسیه منتقل گردید..

## نگارخانه

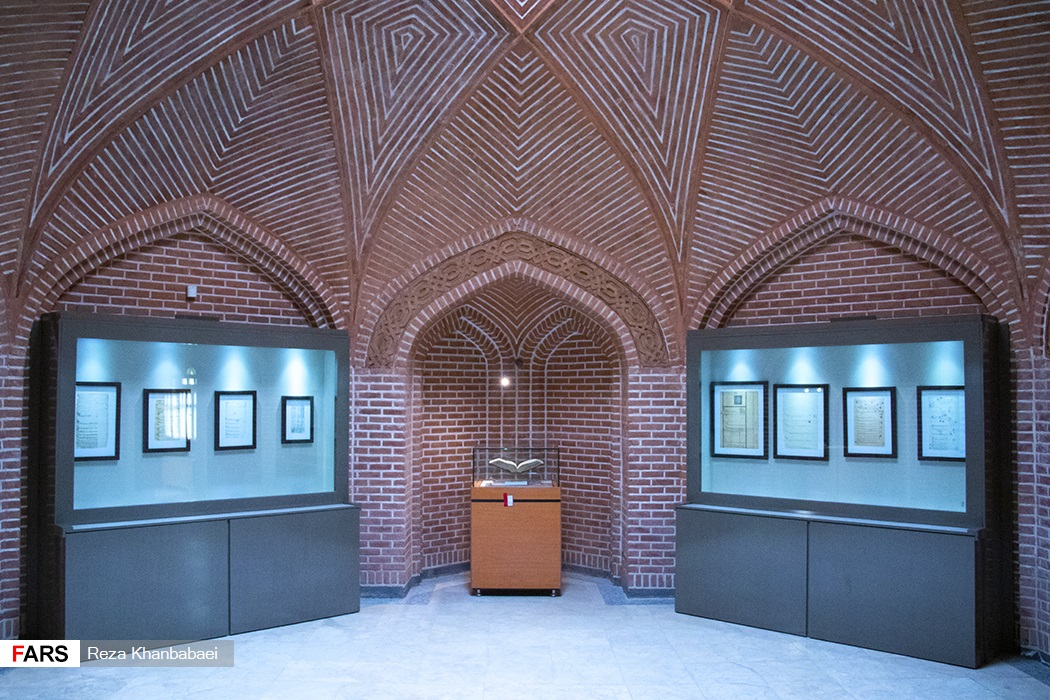
موزه اسناد مربوط به دوران صفویه و قاجار
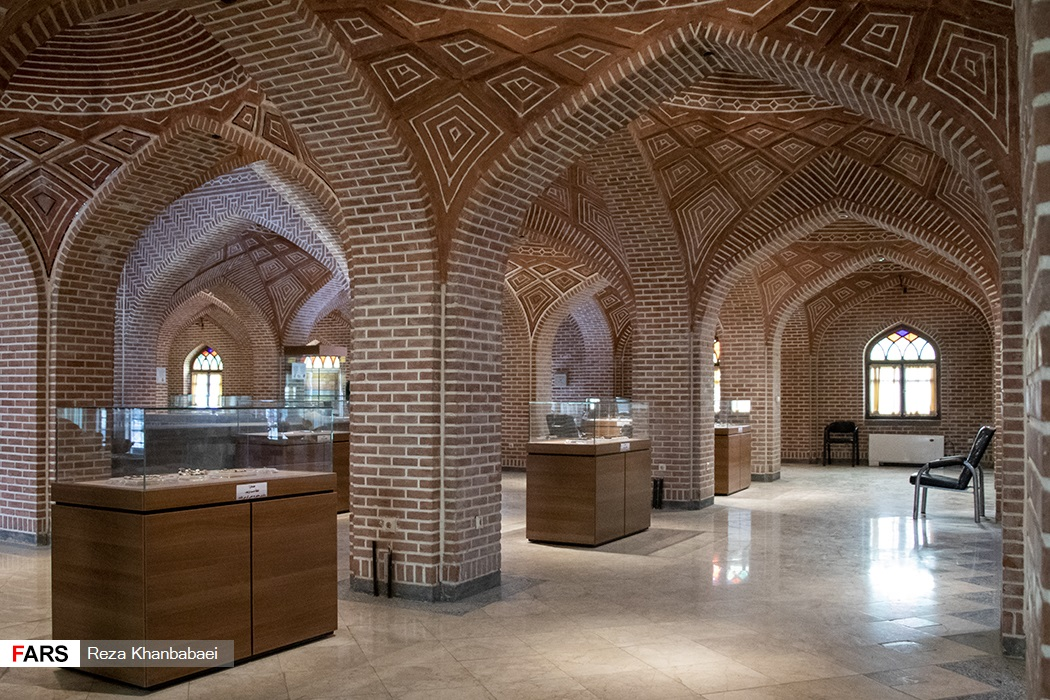
موزه اردبیل